# Ana María Blanco Marigorta
Ana María Blanco Marigorta es una ingeniera química española especializada en eficiencia energética, en la producción energética sin emisión de gases contaminantes, que trabaja como docente e investigadora en la Universidad de Las Palmas de Gran Canaria.
Se licenció en Química en la Universidad de Valladolid (España) y recibió su doctorado en la especialidad en 1997 en la Universidad de La Laguna. Además, posee la especialización en Ingeniería Industrial que cursó en la Universidad Nacional de Educación a Distancia (UNED). Profesora titular en la ULPGC desde 1995, sus líneas de investigación son la energía solar y la exergía. También dedica su actividad como investigadora al estudio medioambiental a través del Análisis de Ciclo de Vida y a la eficiencia energética en procesos de desalinización.
Durante el período 2004-2006 realizó una estancia posdoctoral en el Instituto de Ingeniería Energética de la Technische Universität de Berlín (Alemania). Desde entonces ha participado en varios proyectos de investigación sobre el análisis de exergía en procesos de conversión de energía y en proyectos de innovación en las interacciones energía-agua y, más específicamente, en el área de Ingeniería de Agua y Desalación.
Fue durante su estancia en Berlín donde desarrolló una investigación acerca del análisis exergoeconómico de un nuevo proceso para la producción simultánea de energía eléctrica e hidrógeno, que tendría repercusión al publicarse en dos congresos internacionales. Sus resultados también se publicaron en una revista científica internacional, Energy, en la que se da cuenta del nuevo proceso de producción de energía eléctrica y de hidrógeno sin emisiones contaminantes. Este trabajo está firmado conjuntamente por otros dos investigadores del instituto alemán. Cuando volvió a la Universidad de Las Palmas de Gran Canria se formó un grupo de investigación sobre la eficiencia energética por análisis exergético.
Además de su estancia en Berlín, ha sido profesora visitante en la Università degli Studi di Firenze (Italia) y la Escuela Superior Politécnica del Litoral de Guayaquil (Ecuador).